# Knack II
Knack II is een computerspel ontwikkeld door Japan Studio en uitgegeven door Sony Interactive Entertainment voor PlayStation 4. Het platformspel is uitgekomen in september 2017.

## Beschrijving
Het spel is de opvolger van Knack die in 2013 verscheen en draait om het gelijknamige hoofdpersonage. Knack kan naast vechten ook groter worden en projectielen afweren met zijn schild. Het spel bevat een systeem waarbij ervaringspunten aan bepaalde vaardigheden toegewezen kunnen worden.
Knack II introduceert coöperatieve multiplayermodus waarmee twee spelers kunnen samenwerken. Ook is er een teleporter, waarmee de speler tussen meerdere plekken in het level kan springen. Tijdens het spelen krijgt Knack steeds meer speciale vaardigheden die zijn uiterlijk veranderen. Knack kan door hem te upgraden met onderdelen extra speciale vaardigheden vrijspelen.

## Ontvangst
| Recensiescore             | Recensiescore |
| Recensieverzamelaar       | Score         |
| ------------------------- | ------------- |
| Metacritic                | 69%           |
| Publicist                 | Score         |
| Destructoid               | 5,5           |
| Electronic Gaming Monthly | 8             |
| Game Informer             | 8,25          |
| GameSpot                  | 7             |
| GamesRadar+               | 3/5           |
| IGN                       | 7,2           |

Het spel ontving gemengde recensies. Men prees de verbeteringen ten opzichte van het eerste spel, de samenwerking met een andere speler en het platformgedeelte. Kritiek was er op de verhaallijn en personages.
Op Metacritic, een recensieverzamelaar, heeft het spel een score van 69%.